# Tropische Welle
Tropische Wellen (auch easterly waves, deutsch östliche Wellen, genannt) sind Bereiche hoher Gewitteraktivität und Bewölkung, die ihren Ursprung in der innertropischen Konvergenzzone haben. Tropische Wellen werden gewöhnlich von Ostwinden, die auf den Breiten nahe dem Äquator vorherrschen, in westliche Richtung gebracht. Sie sind längliche, von Nord nach Süd orientierte Gebiete mit relativ niedrigem Luftdruck.
Tropische Wellen bilden sich zumeist in Nordafrika und wandern, aufgrund der Passatwinde, nach Westen. Ungefähr 60 % der tropischen Wirbelstürme des Atlantiks stammen von tropischen Wellen ab, während 85 % der starken atlantischen Hurrikans (Kategorie 3+ auf der Saffir-Simpson-Hurrikan-Windskala) ihren Ursprung in ihnen haben.
Starke Windscherung ist oft Ursache für eine Rückbildung tropischer Wirbelstürme zu tropischen Wellen. Reißt die Scherung in den höheren Lagen ab, so kann sich die Welle wieder zu einem tropischen Sturm verstärken.
Wenn sich eine tropische Welle zu schnell bewegt, so kann sie sich nicht entwickeln. Trotzdem kann sie Windgeschwindigkeiten von Sturmstärke erreichen. Verlangsamt sich die Welle schließlich, bildet sich eine Zirkulation und die Welle wird zu einer Tropischen Zyklone.